# Yanelis Santos
Yanelis Rebeca Santos Allegne (ur. 30 marca 1986 w Ciego de Ávila) – kubańska siatkarka, występująca na pozycji rozgrywającej, a także atakującej.

## Osiągnięcia
- 2005 - 4. miejsce podczas Grand Prix
- 2007 - Srebrny medal turnieju Volley Masters Montreux
- 2007 - Złoty medal Igrzysk Panamerykańskich
- 2007 - Złoty medal mistrzostw NORCECA
- 2008 - Srebrny medal Grand Prix

## Nagrody indywidualne
- 2007 - Najlepiej serwująca zawodniczka Pucharu Świata
- 2008 - Najlepiej rozgrywająca i blokująca zawodniczka turnieju w Abu Zabi
- 2008 - Najlepiej serwująca zawodniczka Igrzysk olimpijskich